# Джон Херви, 7-й маркиз Бристоль
Фредерик Уильям Джон Август Херви, 7-й маркиз Бристоль (англ. Frederick William John Augustus Hervey, 7th Marquess of Bristol; 15 сентября 1954 — 10 января 1999) — британский наследственный пэр, аристократ и бизнесмен. Он был также известен как Джон Джермин и Джон Бристоль. Хотя он унаследовал большое состояние, он умер почти без гроша в кармане от хронической и стойкой наркомании.
Джон был старшим ребенком Виктора Херви, 6-го маркиза Бристоля. Он был далек от своего отца, который жестоко обращался с ним, и не ладил с ним, хотя был близок со своей первой мачехой, леди Джульеттой. Проведя время в Лондоне, Монте-Карло, Париже и Нью-Йорке в 1970-х годах, он поселился в части семейного поместья Икворт-Хаус в Саффолке, став 7-м маркизом в 1985 году. Несмотря на то, что маркиз унаследовал большое состояние в размере до 35 миллионов фунтов стерлингов, большую его часть он потратил при жизни. Он боролся с пристрастием к кокаину и другим наркотикам, отбывая несколько тюремных сроков за хранение, и был известен своим ярким образом жизни и гомосексуальность. Его недолгий брак в середине 1980-х годов не продлился из-за этого, и он все больше впадал в депрессию, теряя деньги и сталкиваясь с банкротством, кульминацией которого стала продажа оставшейся части Икворт-хауса Национальному фонду. Он умер в начале 1999 года от осложнений, вызванных наркоманией, и ему наследовал его сводный брат Фредерик Херви, 8-й маркиз Бристоль.

## Ранние годы и семья
Джон Огастес Фредерик Уильям Харви родился 15 сентября 1954 года. Сын Виктора Херви, 6-го маркиза Бристоля (1915—1985), и его первой супруги Полин Мэри Болтон (? — 1996), дочери Герберта Коксона Болтона, бизнесмена из Кента. Он был их единственным ребенком, и родители развелись, когда ему было пять лет, в 1959 году. Он вырос в семейном доме Икворт-хаус, Бери-Сент-Эдмундс, Саффолк, и какое-то время находился под опекой суда после того, как его мать покинула Икворт. В апреле 1960 года его отец унаследовал маркизат Бристоль после смерти 5-го маркиза; Джон Херви, в свою очередь, получил титул учтивости — граф Джермин.
По словам друзей семьи, 6-й маркиз Бристоль, который в юности был заключен в тюрьму за кражу драгоценностей, вел себя жестоко по отношению к своему старшему сыну. Он не проявлял к Джону любви или привязанности и был строг до такой степени, что Джон должен был носить длинные белые перчатки во время ужина. «Он относился к своему сыну и наследнику с безразличием и презрением», — сказал Энтони Хейден-Гест. Джейми Спенсер-Черчилль, школьный друг, подвел итог отношениям: «Виктор создал монстра, которым стал Джон».
В 1959 году его мать снова вышла замуж за капитана Эдварда Джорджа Лэмбтона (1918—1983), тренера скаковых лошадей из Ньюмаркета. У них родился сын Джордж Лэмбтон (род. 1962), который стал консервативным советником . В 1960 году 6-й маркиз Бристоль во второй раз женился на Джульетте Уэнтуорт-Фицуильям (род. 1935), единственной дочери Питера Уэнтуорт-Фицуильяма, 8-го графа Фицуильяма . У них родился единственный сын, лорд Николас Херви (1961—1998). Джон Херви был близок с обоими своими приемными родителями, которых он позже вспоминал как теплых и щедрых.
Последний брак его отца был заключен с его личным секретарем Ивонной Мари Саттон в 1974 году, в результате чего у него появились один брат и две сестры: действующий Фредерик Херви, 8-й маркиз Бристоль, медийная личность леди Виктория Херви и леди Изабелла Херви. Джон Херви не ладил с Ивонной, которую он называл «мисс Кримплин», и, как сообщается, он швырнул стакан в стену, когда получил телеграмму от своего отца, объявляющую о браке. Примерно в это же время его отец попытался доказать, что Джон был незаконнорожденным ребенком, поэтому не мог унаследовать его титулы и поместья, но потерпел неудачу. Он также лишил Икворт-хаус его содержимого, пока Джона не было, и однажды, вернувшись домой на выходные, обнаружил, что все внезапно пропало. Вместе со своим сводным братом Николасом, графом Джермином, попытался подать в суд на имущество своего отца после того, как Ивонна и её дети были названы основными бенефициарами в завещании 6-го маркиза, но потерпел неудачу.

## Поздние годы
Граф Джерин получил образование в школе Харроу и Невшательском университете. Он подражал Оскару Уайльду и начал употреблять наркотики и алкоголь; Оксфордский национальный биографический словарь называет его «расточителем». Он унаследовал миллион фунтов стерлингов, когда ему было 16 лет, и еще четыре миллиона пять лет спустя. В конце концов он приобрел личное состояние в размере до 35 миллионов фунтов стерлингов, включая нефтяные скважины в Луизиане и овцеводческую ферму площадью 57 000 акров (23 000 га) в Австралии. Когда ему было чуть за 20, он жил в маленькой квартире и продавал подержанные автомобили Bentley; друзья вспоминают, что в это время он был самым счастливым человеком. Он переехал в Монте-Карло вскоре после того, как его отец переехал туда в 1975 году в качестве налогового изгнанника, но жить там ему не понравилось, и он переехал в Париж, поселившись в квартире на улице Беллешасс. Находясь там, он стал открытым геем, и у него была партнерша, о которой писали колонки сплетен бульварной прессы. К концу десятилетия он переехал на Манхэттен и любил устраивать вечеринки.
Граф часто изображался в британских таблоидах за его употребление наркотиков, дикие вечеринки и гомосексуальность. В мае 1983 года он был арестован по подозрению в торговле героином на 4 миллиона долларов и переехал из Нью-Йорка обратно в Икворт-хаус. Находясь там, по крайней мере, однажды граф пилотировал свой вертолет без радара, нюхая кокаин с карты, которую он использовал для навигации. В другом случае, сопровождая свою секретаршу Анджелу Бэрри, он совершил аварийную посадку вертолета в поле и пошел к ближайшему фермерскому дому, требуя воспользоваться телефоном, оставив повсюду грязь. Он стал известен своим черным чувством юмора; однажды он позволил молодой женщине сесть на резиновую лодку на середину озера в Икворте, а затем выстрелил в нее из пневматической винтовки, потопив её . По другому его обвинили в том, что он открыл дверь холодильника, чтобы достать бутылку шампанского, выстрелив в нее из дробовика. Однажды он проехал по жесткой обочине автомагистрали M11 со скоростью 140 миль в час (230 км/ч), чтобы избежать пробок на дорогах.
"Маркиз и маркиза Бристоль не смогут присутствовать на свадьбе графа Джермина с Франческой из-за предварительной помолвки в Лондоне"
Хотя граф объявил себя гомосексуалистом, 14 сентября 1984 года он женился на Франческе Фишер (род. 1965), которой тогда было 20 лет, за день до своего 30-летия. В отличие от графа, Фишер была трезвенницей и вегетарианкой, и он надеялся, что она окажет успокаивающее влияние на его жизнь. Он также хотел отказаться от употребления наркотиков и гомосексуализма и произвести на свет наследника. Его отец отказался присутствовать на свадьбе, дойдя до того, что разместил объявление в The Times о том, что у него была предыдущая помолвка. Брак продлился три года, но быстро распался после того, как он начал продавать кокаин бесплатно и использовать арендодателей. Во время брака граф случайно сбил машину на полпути со скалы, в то время как Франческа была пассажиром. У них не было детей. Позже он подружился с Джеймсом Уитби, который стал его компаньоном на всю оставшуюся жизнь.
Граф унаследовал титул маркиза Бристоля после смерти своего отца 10 марта 1985 года . Хотя Икворт-хаус был передан Казначейству вместо погребения в 1956 году, а затем передан Национальному фонду, он продолжал жить там в восточном крыле дома в соответствии с условиями. После распада его брака маркиз становился все более непостоянным. Он обвинил некоторые из своих трудностей в том, что он назвал «плохой кровью» и «семейной предрасположенностью к депрессии» . По словам маркиза, его отец и мать страдали от маниакальной депрессии (теперь известной как биполярное расстройство), и он чувствовал то же самое, хотя и понимал, что годы злоупотребления кокаином не помогли делу. В это время он регулярно видел свою мать, которая жила в соседнем Ньюмаркете, на вертолете, чтобы путешествовать между ним и Иквортом.
В 1988 году маркиз был заключен в тюрьму на год в Джерси за хранение и торговлю кокаином; в современном отчете говорится, что он тратил на наркотики около 25 000 фунтов стерлингов в год . Он отбыл семь месяцев приговора и был освобожден в апреле 1989 года.
Национальный фонд был недоволен поведением маркиза, в том числе опасным вождением по поместью и отсутствием контроля над его волкодавами. Они попытались выселить его из Икворт-хауса в 1994 году, но сняли угрозу из-за плохого состояния здоровья маркиза . В свою очередь, маркиз был расстроен тем, что ему пришлось делить Икворт-хаус с посетителями садов; он неоднократно стрелял из дробовика в воздух, крича: «гребаные крестьяне, гребаный Национальный фонд!» на людей . Палата лордов, к тому времени находившаяся под угрозой реформы, в целом не любила маркиза, поскольку его поведение наносило ущерб репутации Палаты.

## Последние годы и смерть

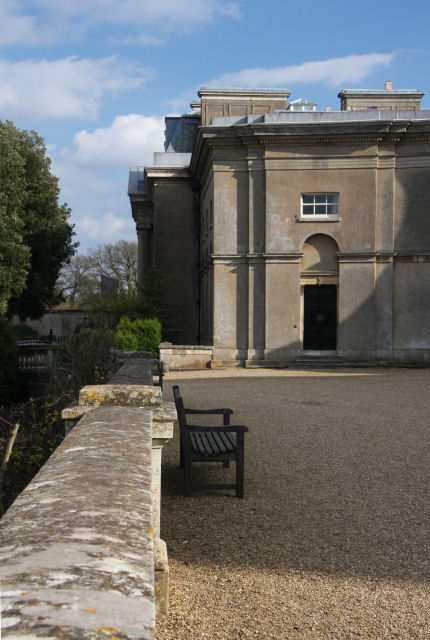
Восточное крыло Икворт-хауса, где 7-й маркиз Бристоль прожил большую часть своей жизни

К началу 1990-х годов друзья были обеспокоены пристрастием маркиза к наркотикам, особенно с учетом того, что многочисленные тюремные сроки ничего не сделали для его облегчения. Он был депортирован из Австралии в апреле 1990 года и обвинен в хранении наркотиков в ноябре 1991 и марте 1992 года. В октябре того же года его компания по продаже недвижимости была ликвидирована с долгами более 650 000 фунтов стерлингов. В июне 1993 года он избежал тюремного заключения, получив приказ посещать реабилитационную клинику, но вместо этого отправился на юг Франции и был приговорен к 10 месяцам тюрьмы открытого типа, где его освободили после пяти. Он был снова арестован в сентябре 1994 года за хранение наркотиков.
Столкнувшись с банкротством, маркиз продал большую часть имущества Икворт-хауса на аукционе в марте 1994 года за 2,3 миллиона фунтов стерлингов . В апреле 1998 года он продал оставшуюся часть аренды дома Национальному фонду, переехав в Литтл-Хорринджер-Холл, небольшой дом на территории. 9 января 1999 года он пожаловался на боль в животе и головокружение и провел большую часть дня в постели. На следующее утро его нашли мертвым.
В то время ходили слухи, что маркиз умер от СПИДа, по-видимому, заразившись ВИЧ в 1986 году, коронер записал, что он умер от «полиорганной недостаточности из-за хронического злоупотребления наркотиками». Посмертное обследование показало следы кокаина, а также нескольких легальных наркотиков в его организме. Его агент сказал, что, несмотря на годы плохого самочувствия из-за злоупотребления наркотиками, он был сильно потрясен своей смертью.
Похороны маркиза Бристоля состоялись 23 февраля в соборе Бери-Сент-Эдмундс. Он был похоронен в Иквортской церкви, как это принято у всех пэров семьи Херви.

## Наследие
"То, что с ним случилось, было просто ужасно. Когда ты видишь, как кто-то теряет все, это отталкивает тебя. Я имею в виду, что он все испортил."
Седьмому маркизу наследовал его младший сводный брат Фредерик Херви. Другой его сводный брат по отцовской линии, Николас Херви, умер за год до него, а его мать умерла в 1996 году . Новый маркиз не присутствовал на похоронах своего сводного брата, но выразил сожаление по поводу случившегося. Он также сказал, что злится на то, что не может жить в Икворте, поскольку оставшаяся часть аренды была продана Национальному фонду. Его сводная сестра Виктория разделяла подобные чувства и заявила, что избегала наркотиков из-за отношений с Джоном . Сводный брат 7-го маркиза по материнской линии, Джордж Лэмбтон, сказал, что у него нет никаких обид по поводу исчезновения денег, и что маркиз «за свои 44 года растратил больше, чем большинство людей за всю свою жизнь».
Оставшиеся в его имении 5000 фунтов стерлингов быстро пошли на расходы, в основном на его похороны. В его завещании говорилось, что 100 000 фунтов стерлингов должны быть оставлены Уитби и по 25 000 фунтов стерлингов каждому его дворецкому Томасу Фоули и его шоферу; однако неизвестно, платили ли им когда-либо. Для Фредерика был создан трастовый фонд, но его сводные сестры ничего не получили . Акт о Палате лордов 1999 года отменил большинство прав наследственных пэров; следовательно, 8-й маркиз Бристоль не имеет места жительства в Икворте, а также не имеет места в Палате лордов.
После смерти 7-го маркиза Бристоля его агент надеялся, что эта история послужит предупреждением об опасности наркомании. Церковь Икворт, которую 7-й маркиз купил в 1986 году после того, как уполномоченные объявили ее ненужной, была унаследована 8-м маркизом и восстановлена с помощью гранта лотереи наследия . Восточное крыло Икворт-хаусаe было преобразовано Национальным фондом в роскошный отель в 2002 году.